# Кайъ
Кайъ или Племето кайъ (на тюркски: قَيِغْ, qayïγ or simply qayig; на турски: Kayı boyu; на туркменски: Gaýy taýpasy) е огузко тюркско племе, част от племенния съюз бозок.
Според Махмуд ал-Кашгари, ученик от Династията на Караханидите, цитирайки първият речник на тюркските езици наречен „Диван лугат ат-турк“ през XI век, споменава, че Кайъ като едно от 22-те огузки племена, също биват наричани и туркмени.
В своята обширна историческа работа "Джами ат-Таварих" (Сборник на летописи) държавен деец и историк на Държавата на Хулагуидите, Фазлаллах Рашид ад-Дин, отбелязва, че племето кайи е едно от 24-те древни огузо-туркменски племена.
| „ | Племената Бозок принадлежат към дясното крило на войската. Кун-Хан има четири деца, който е най-големият от всички синове: Първият е Кайъ, който значи "силен". | “ |

## Вижте още
- Османска династия
- Огузи